# Dioscorea omiltemensis
Dioscorea omiltemensis är en enhjärtbladig växtart som beskrevs av O.Tellez. Dioscorea omiltemensis ingår i släktet Dioscorea och familjen Dioscoreaceae. Inga underarter finns listade i Catalogue of Life.